# IGMP
Internet Group Management Protocol (IGMP) er en kommunikationsprotokol, der håndterer medlemskab af IP multicast grupper bestående af en IP vært og forbundne multicast routere. IGMP protokollen er beregnet for IPv4 og er en lag 3 protokol med protokol nummer 0x02. En tilsvarende protokol eksisterer for IPv6 og hedder MLD. IGMP protokollen bruges mellem den router, der sidder tættest på de klienter, der ønsker at modtage strømmen, til at fortælle at denne klient ønsker at være med i en gruppe, der modtager en bestemt multicast strøm.
På lag 2 findes der switches, der kan bruge en optimering, der hedder IGMP Snooping. En sådan switch smugkigger i lag 3-pakken og reducerer antallet af porte pakken bliver sendt ud på.
Multicast bruges til videokonferencer, online video og -spil, da det er en mere økonomisk brug af ressourcer.
Der er forskellige versioner af IGMP:
- IGMPv0
- IGMPv1
- IGMPv2
- IGMPv3